# Detektyw nocnych koszmarów
Detektyw nocnych koszmarów (jap. 悪夢探偵 Akumu tantei) – japoński horror z 2006 roku w reżyserii Shin’ya Tsukamoto. Film został wyprodukowany przez Movie-Eye Entertainment Inc. Główne role grają Ryūhei Matsuda i Hitomi Furuya. Obok nich występują Masanobu Andō i Ren Osugi. Shin’ya Tsukamoto wystąpił w roli 0. Niemal cały film został nakręcony w dzielnicy Tokio, Adachi. Zdjęcia do sequelu rozpoczęły się w lipcu 2006 roku: Akumu Tantei 2, również z Ryūhei Matsudą w roli Kyoichi Kagenumy, trafił do kin w 2008 roku.

## Obsada
- Ryūhei Matsuda jako Kyoichi Kagenuma
- Hitomi Furuya jako Keiko Kirishima
- Masanobu Andō jako Wakamiya
- Ren Osugi
- Yoshio Harada
- Shin’ya Tsukamoto jako 0.